# Acto procesal
El acto procesal es un hecho voluntario lícito que tiene por efecto directo e inmediato la constitución, el desenvolvimiento o la conclusión del proceso, sea que procedan de las partes o de sus auxiliares, del órgano judicial o de sus auxiliares o de terceros vinculados con aquel.
En cuanto a su naturaleza, es un acto jurídico.
Consta de tres elementos:
1. Subjetividad
2. Objetividad
3. Actividad